# BDTH2
BDTH2 (également appelé BDET et BDETH2; noms commerciaux B9, MetX et RSO n ° 1) est un composé organosulfuré qui est utilisé comme agent de chélation. C'est un solide incolore. La molécule se compose de deux groupes thiol reliés via une paire de groupes amide.
Ce composé a été découvert en 1994 au cours d'une recherche d'agents chélatant sélectivement le mercure.

## Synthèse
Le BDTH2 est formé par réaction entre le dichlorure d'isophthaloyle et la cystéamine :